# Bovška kotlina
Bovška kotlina (tudi Bovško polje) je skrajni severni del Zgornje Soške doline, ki so je oblikovala reka Soča. Ta alpska reka se iz doline Trenta severovzhodno od naselja Bovec spusti v Bovško kotlino, ki se začne ob sotočju Soče in Koritnice. Kotlino obdaja venec visokih gora. Severni del: najvišji vrh v kaninski skupini je Visoki Kanin (2587 m), temu pa sledita še Prestreljenik (2499 m) ter Rombon (2208). Na jugu kotlino zapirata hriba Polovnik in Golobar, na vzhodu pa Svinjak. Osrednje mesto kotline je Bovec, ki je bil nekoč središče glavarstva, ob njem pa so nastale še vasi Kal-Koritnica, Plužna in Čezsoča. Preko Predela poteka po kotlini stara cesta, ki vodi na Koroško. Zaradi ugodne in strateško pomembne lege je bila kotlina naseljena že v davnih časih. Zaslediti je mogoče tudi ostanke ilirske in staroslovanske poselitve.
Kotlina se čez nekaj kilometrov spet stisne in preide v srpeniško-žagarsko kotanjo z dolino reke Učje. Bovška kotlina ima zaradi svoje lege tudi prav posebne podnebne pogoje. Mediteranski vpliv, ki od morja po dolini Soče sega v Bovško kotlino, vpliva na podnebne razmere v kotlini. Tako je med rastlinstvom značilno mešanje alpskega rastja z , za alpski svet, netipičnimi rastlinskimi vrstami. 
Bovška kotlina ima v osrednjem delu dokaj obsežne in ravne obdelovalne površine. Prst je peščena in je kot taka primerna le za živinorejo in gojenje krompirja. 